# Коротя-Ковальська Валентина Павлівна
Ковальська Валентина Павлівна  — українська актриса та співачка. Народна артистка України (2005).Член НСКінУ (1997).
Народилася 27 березня 1947 р. у м. Рівне. Закінчила вокальну студію при Хорі ім. Г. Верьовки (1968) та Київський державний університет ім. Т. Г. Шевченка (1975). Працює в Національному науково-дослідному інституті українознавства Міністерства освіти і науки України.
У 1968 р. разом з Ніною Матвієнко та Марією Миколайчук заснували при Державному українському народному хорі імені Г. Верьовки вокальне тріо "Золоті ключі". 1975-2004 - керівник дитячого фольклорного гурту "Чумацькі діти" при Будинку вчителя у Києві. 2004-2005 - авторка й ведуча радіопередачі "Золоті ключі". 
Наукові дослідження: "Українська народна пісня та фольклор у системі українознавства", "Феномен української народної пісні у світі", "Вплив української пісні та музики на виховання молодого покоління на засадах поваги до звичаїв і традицій українського народу".
Брала участь у фільмах: «Пропала грамота», «Вечори на хуторі поблизу Диканьки», «Криниця», «Женці» (1987), «Тризна» (1988), «Співає Ніна Матвієнко» (1989) та ін.
Член Національної спілки кінематографістів України.